# Megan Hilty
Megan Kathleen Hilty (ur. 29 marca 1981 w Bellevue, stanie Waszyngton) – amerykańska aktorka i piosenkarka.

## Życiorys
Megan Hilty urodziła się 29 marca 1981 roku w miejscowości Bellevue, w stanie Waszyngton. Jej rodzicami byli Donna i Jack Hilty. Megan brała lekcje wokalne, a w wieku dwunastu lat była zainteresowana występowaniem w operze.
Megan uczęszczała do trzech szkół: Sammamish High School w Bellevue, Washington Academy of Performing Arts Conservatory High School w Redmond i do Chrysalis School w Woodinville. W 2004 roku Megan Hilty ukończyła Mellon School of Drama i jest członkiem Actors' Equity Association. Jest laureatką nagrody National Society of Arts and Letters Award za wybitne osiągnięcia w teatrze muzycznym.

## Kariera
Megan wystąpiła po raz pierwszy na scenie w wieku dwunastu lat w operze. Wcieliła się w rolę Bet, a do sztuki tej zapisała ją jej prababcia.
Hilty wzięła udział w przesłuchaniu do musicalu Wicked. Po ukończeniu studiów przeprowadziła się do Nowego Jorku i w sierpniu 2004 roku zadebiutowała na Broadweyu jako zastępczyni Glidny. Po raz pierwszy wystąpiła w rej roli 8 października 2004 roku u boku Indiny Menzel jako Elfaba. 31 maja 2005 roku Hilty przejęła rolę od Jennifer Laury Thompson. Megan występowała w musicalu do 28 maja 2006 roku, a jej następczynią została Kate Reinders.
Od września do grudnia 2006 roku Megan Hilty ponownie wcieliła się w rolę Glindy podczas pierwszej trasy krajowej musicalu, zastępując Kendrę Kassebaum. Niedługo potem Hilty po raz pierwszy wcieliła się w tę rolę w przedstawieniu w Los Angeles, którego pokazy przedpremierowe rozpoczęły się 10 lutego 2007 roku, a premiera odbyła się 21 lutego. Megan opuściła produkcję 18 maja 2008 roku i została zastąpiona przez Erin Mackey. Megan powróciła do produkcji 31 października 2008 roku, aby zamknąć produkcję, której ostatni występ odbył się 11 stycznia 2009 roku.
Megan występowała również w musicalu Café Puttanesca w City Theatre w Pittsburgh oraz w przedstawieniu Suds w Oregon Cabaret Theatre.
W listopadzie 2021 roku ogłoszono, że Megan Hilty zagra Lily St. Regis w serialu Annie Live!, zastępując Jane Krakowski, która wycofała się z programu po przełomowym przypadku zakażenia COVID-19.
W 2024 roku Hilty zagrała w teatralnej adaptacji sztuki Ze śmiercią jej do twarzy jako Madeline Ashton, u boku współtwórczyni głównej roli Jennifer Simard jako Helen Sharp. Od 30 kwietnia do 2 czerwca 2024 roku próby przedpremierowe odbywały się w Cadillac Palace Theatre w Chicago. Premiera przedstawianie odbyła się 21 listopada 2024 roku.

## Życie prywatne
Megan była od 2005 do 2012 roku w związku amerykańskim aktorem imieniem Steve Kazee. 2 listopada 2013 wzięła ślub z aktorem Brianem Gallagher. W marcu 2014 Megan oznajmiła, że oczekuje ich pierwszego dziecka. Hilty urodziła 18 września 2014 córkę i nazwała ją Viola Philomena Gallagher. 24 września 2016 poinformowała, że jest drugi raz w ciąży. Drugie dziecko Megan i Briana, Ronan Laine Gallagher, przyszło na świat 13 marca 2017 roku.
Megan miała dwie siostry: Lauren Hilty i Kristen Hilty Eaton. Lauren, jej mąż oraz szwagier Magan, Roos Mickel i ich syn Remu, zginęli 4 września 2022 roku w katastrofie lotniczej w Waszyngtonie. Lauren była w trakcie katastrofy w ósmym miesiącu ciąży.

## Filmografia

### Filmy
- 2007: Shrek Trzeci jako Królewna Śnieżka (głos)
- 2010: What Happens Next jako Ruthie
  - Bitter Feast jako Peg
  - Happiest Man Alive jako kobieta (film krótkometrażowy)
- 2011: The Maiden and the Princess
- 2012: Dzwoneczek i sekret magicznych skrzydeł jako Różyczka (głos)
- 2014: Dzwoneczek i tajemnica piratów jako Różyczka (głos)
  - Dzwoneczek i bestia z Nibylandii jako Różyczka (głos)
  - Czarnoksiężnik z Oz: Powrót Dorotki jako Porcelanowa księżniczka
- 2016: Zasady nie obowiązują jako Sally

### Telewizja
- 2007:
  - Nie ma to jak hotel jako Enid (odc. 73, sezon 3, pt. Arwin That Came to Dinner)
  - Podkomisarz Brenda Johnson jako Michelle Edwards (dwa odcinki)
  - Brzydula Betty jako Glinda (odc, 29, sezon 2, pt. Zakazany romans)
- 2008: Shark jako Laurel Hasbrouck
- 2009:
  - CSI: Kryminalne zagadki Las Vegas jako Kiwi Long
  - Gotowe na wszystko jako Shayla Grove
- Eli Stone jako Cheryl
- 2009–2010: Glenn Martin, DDS (głos)
- 2010:
  - Fineasz i Ferb jako ciocia Tiana (głos)
  - Kości jako Julie Coyle
  - Louie jako krzykacz
- 2011:
  - Prayer Hour jako Jo Ellen
  - Melissa i Joey jako Tiffany Longo
  - Pingwiny z Madagaskaru jako Frances Alberta (głos)
  - Wielkie zawody w Przystani Elfów jako Różyczka (głos)
- 2012: Robot Chicken jako Barbie/matka Johny'ego
- 2012–2013:
  - Smash jako Ivy Lynn
  - Robot i potwór jako J.D.
- 2013: Głowa rodziny jako nauczycielka Helen Keller
- 2013–2014: Sean Saves the World jako Liz
- 2014: Dora i przyjaciele jako La Diva (głos)
- 2016:
  - I Shoulder jako Sarah Morelle
  - Girlfriends' Guide to Divorce jako Charlene
  - Żona idealna jako Holly Westfall
  - BrainDead jako Misty Alise
- 2017–2018: Jej Wysokość Zosia jako księżniczka Charlotte i Prisma
- 2018:
  - The Wingits jako matka (głos)
  - Żona idealna jako Holly Westfall
  - Santa's Boots jako Holly
- 2019]:
  - Sweet Mountain Christmas jako Laney Blue
  - Patsy & Loretta jako Patsy Cline
- 2019–2022: T.O.T.S. (Troskliwie Odlotowy Transport Słodziaków) jako K.C.
- 2020:
  - Po prostu Kucek jako Beatrice
  - Trolle 3 jako Holly Darlin' (głos)
- 2021:
  - Centaurworld
  - Annie Live! jako Lily St. Regis
  - Trolls: Holiday in Harmony jako Holly Darlin' (głos)